# Potorous
Potorous är ett släkte i familjen råttkänguruer. I släktet finns tre levande och en utdöd art. Dessa djur påminner i sättet att röra sig om kaniner.
Det vetenskapliga släktnamnet är bildat av potoroo. Så betecknas dessa djur av aboriginer i regionen kring Sydney.

## Kännetecken
Arterna har på ovansidan en grå- eller brunaktig färg och undersidan är ljusare, nästan vit. Öronen är avrundade och nosen långsträckt för kängurudjur har de jämförelsevis korta bakre extremiteter. Kroppslängden (huvud och bål) ligger mellan 24 och 40 centimeter och därtill kommer en 20 till 32 centimeter lång svans. Vikten ligger mellan 0,7 och 2,2 kilogram.

## Utbredning och levnadssätt
Dessa råttkänguruer levde tidigare i större delar av södra Australien men är idag begränsade på mindre områden. De behöver regioner med täta vegetationsansamlingar, till exempel skogar eller gräsmark med flera buskar. Arterna är aktiva på natten och vilar på dagen i självgrävda gropar. Dessa göms vanligen bland täta buskar. I motsats till andra råttkänguruer bygger de inga bon av gräs. Individerna skapar gångstigar för en bättre framkomlighet. När de letar efter föda går de vanligen långsamma på fyra extremiteter men vid fara skuttar de på sina bakre extremiteter. De kan hoppa 2,5 m lång och 1,5 m hög. Varje individ lever ensam och har ett revir. Hannar försvarar reviret mot artfränder av samma kön men territoriet kan överlappas med honornas revir.
Födan utgörs huvudsakligen av svampar. Dessutom äter de insekter, gräs och rötter.

## Fortplantning
Honor har en väl utvecklade pung (marsupium) med fyra spenar. De kan para sig hela året och vanligen föds två kullar per år. Efter dräktigheten som varar ungefär 38 dagar föds normalt ett ungdjur. Som hos flera andra råttkänguruer vilar ägget efter befruktningen. Honor parar sig direkt efter ungens födelse och embryot utvecklar sig först när den äldre syskon är självständig eller när den dör. Ungdjur stannar 130 till 150 dagar i pungen. De blir könsmogna efter ett till två år. Individer i fångenskap blev upp till tolv år gamla, i naturen är livslängden kortare.

## Hot
Arterna hotas främst av levnadsområdets förstöring, av införda konkurrenter som kaniner samt av införda rovdjur som rödräv och tamkatter. Bara en art har ett jämförelsevis stort bestånd.

## Arter
Släktet utgörs av fyra arter.
- Av Potorous gilbertii finns troligtvis bara ett femtiotal individer kvar. De lever i ett mindre område i sydvästra Western Australia. Denna population hittades 1994 och 80 år innan antogs att arten var utdöd. Även den befintliga populationen är akut hotad (CR). Vissa zoologer räknar de som underart till P. tridactylus.
- De bakre extremiteterna av långfotad kängururåtta (Potorous longipes) är längre än hos de andra arterna. Habitatet utgörs av våta skogar i sydöstra Australien. Beståndet är fördelad på från varandra avskilda regioner i nordöstra Victoria och sydöstra New South Wales. IUCN listar arten som starkt hotad (EN).
- Potorous platyops hade sitt utbredningsområde i sydvästra Western Australia och kännetecknades av en bredare skalle. Arten dog ut omkring 1875.
- Långnosad kängururåtta (Potorous tridactylus) kännetecknas av en långsträckt nos och är den enda arten som förekommer jämförelsevis talrik. Djuret lever i områden med täta växtansamlingar i sydöstra Queensland, New South Wales och Victoria samt på Tasmanien.